# 1973 في تونس
فيما يلي قوائم الأحداث التي وقعت خلال عام 1973 في تونس.

## أفلام
من الأفلام التي صدرت هذه السنة في تونس:
- 1 يناير – أمي تراكي من إخراج عبد الرزاق الحمامي.

## مواليد

### مارس
- 7 مارس – فيصل بن أحمد لاعب كرة قدم تونسي.[1]

### أبريل
- 8 أبريل – خالد بدرة لاعب كرة قدم تونسي.[2]
- 8 أبريل – رياض البوعزيزي لاعب كرة قدم تونسي.[3]
- 19 أبريل – فريد شوشان لاعب كرة قدم تونسي.[4]
- 25 أبريل – آمال كربول سياسية من تونس.

### مايو
- 17 مايو – ماهر الكنزاري لاعب كرة قدم تونسي.[5]
- 21 مايو – نادية خياري[6]

### يونيو
- 19 يونيو – المهدي بن غربية سياسي من تونس.
- 28 يونيو – صبري جاب الله لاعب كرة قدم تونسي.[7]

### أغسطس
- 6 أغسطس – حنبعل جغام لاعب كاراتيه تونسي.

### أكتوبر
- 22 أكتوبر – لبنى الجريبي سياسية من تونس.[8]

## وفيات

### يناير
- 1 يناير – نصر بن سعيد (مواليد 1887)

### مايو
- 23 مايو – أحمد الزاوش (مواليد 1907) سياسي تونسي.

### أغسطس
- 12 أغسطس – محمد الطاهر بن عاشور (مواليد 1879)